# ダロー
ダロー（Daryl、1955年8月13日 - 2017年2月25日）はアメリカのマジシャン。マジシャンネームはダロー・イーストン(Easton)。改名前は本名のダロー･マルティネス(Martinez)を使用。単にダローと表記する（呼ぶ）ことのほうが多い。
主にクロースアップマジック、パーラーマジックを演じる。世界中にその名を知られているマジシャンの内の一人である。

## 経歴
ホットショットカット（選ばれたカードがブーメランのようにデックの中から飛び出す。ブーメランカットとも呼ばれている）やアルティメイト・アンビション（デックをロープで縛った状態でアンビシャスカードを行う。）の考案者である。他にも考案マジックは多数に及ぶ。
ダローはこのアルティメイト・アンビションをクライマックスに使用したアンビシャスカード・ルーティンでFISMゴールドメダルを受賞している。
初めてマジックに触れたのは1962年、7歳の頃。友人の家族がプレゼントしてくれたスベンガリ・デックがすべての始まりであった。このトリックデックで何ができるのかと考えるうちにマジックに魅了されたという。
初めは家族や友達に見せる程度であったが、その後、サンディエゴでストリートマジックを始めるようになり、昼はストリート、夜はナイトクラブでタキシードに身を包み、上品なクロースアップマジックを演じる生活を数年間続ける。
1973年、18歳の頃、カイザー・アルミナム社の展示会での演技が好評で、その後同社が行う世界中の展示会に同行し、演技を行う。
2001年、1月には第43代大統領ジョージ・W・ブッシュの大統領就任祝いの席でマジックを演じた。
1982年2月、1983年3月、1985年、1990年9月、2000年9月、2005年11月来日。

## レクチャラーとしての経歴
彼はパフォーマーとしてだけでなく、レクチャラーとしての顔も合わせ持つ。
何本ものレクチャービデオに精力的に出演。中でもL&L Publishingとの共作
「Encyclopedia of card sleights」（1996年発売）は重要なカード技法のすべてを網羅していると言っても過言ではなく、カードマジックの百科事典ともいえる。これを制作した功績は大きい。
また、ダローは世界中でレクチャーを行っている。
日本でのレクチャーは以下の日程、場所で行われた。
- 1982年 2月　場所不明。
- 2000年 9月　神奈川　東京　名古屋　岡山　大阪　札幌　新潟（東京マジック主催）
- 2005年 11月　大阪（GIN JAPAN主催）

その他にも自宅で個人レッスン、グループレッスンも行っており世界中から申し込みがあるという。

## 受賞歴
- 1978年 IBM サンディエゴ大会優勝
- 1980年 マジックキャッスル　ベストマジシャン・オブ・ザ・イヤー受賞
- 1981年 マジックキャッスル　ベストマジシャン・オブ・ザ・イヤー受賞
- 1982年 FISM スイス・ローザンヌ大会　クロースアップ部門　ゴールドメダル（１位）獲得
- 1985年 ラスベガス デザートマジックセミナー優勝
- 1986年 マジックキャッスル　ベスト・パーラーマジシャン・オブ・ザ・イヤー受賞
- 1987年 マジックキャッスル　ベスト・パーラーマジシャン・オブ・ザ・イヤー受賞
- 1988年 マジックキャッスル　レクチャラー・オブ・ザ・イヤー受賞
- 1992年 マジックキャッスル　レクチャラー・オブ・ザ・イヤー受賞